# هوازن

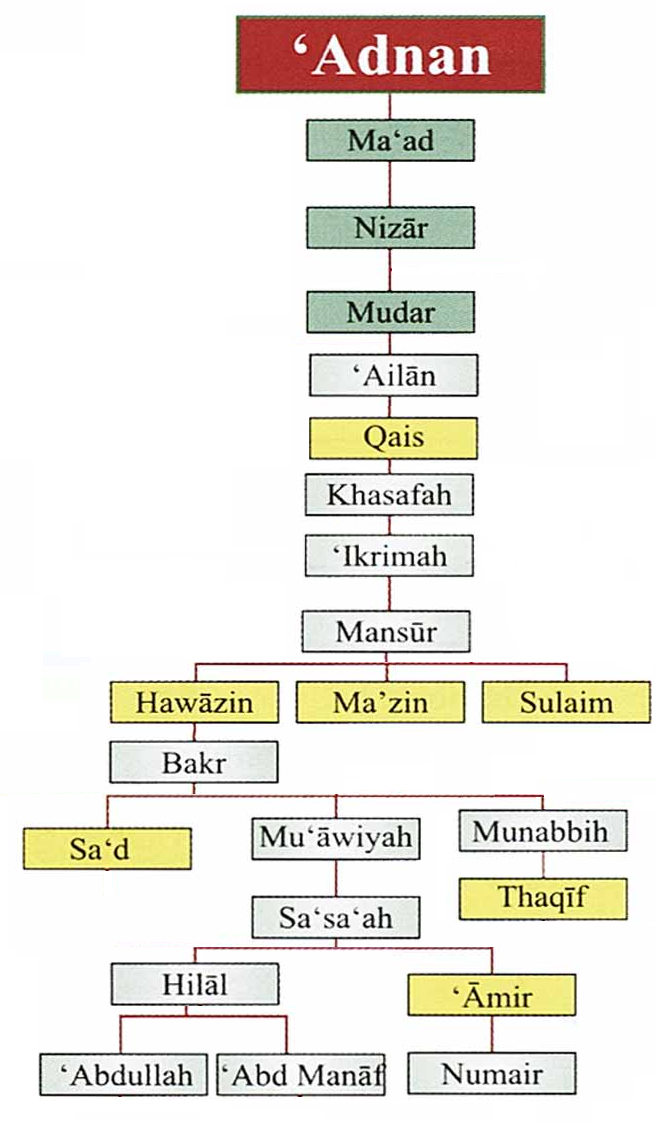
هَوازِن

هَوازِن، نام قبیله‌ای از قیس عیلان از تبار عدنانیان بود. این قبیله تیره‌های فراوانی داشت که بنی سعد بن بکر، بنی معاویه بن بکر و بنی منبه بن بکر از مشهورترین آنان به شمار می‌آمدند. آنان در منطقه نجد نزدیک یمن سکونت داشتند و حنین از سرزمین‌های مهم‌شان بود. مهمترین بت‌شان در قبل از اسلام جهار بود که در بازار عکاظ قرار داشت.

قبیله هوازن در عصر جاهلیت جنگ‌های زیادی کردند که مشهورترین و مهمترین آن، یوم أنتان و یوم شمطه و یوم فجار چهارم بود. آنان در این سه جنگ به ترتیب با قبیله کنانه و قریش نبرد کردند.
پیامبر اسلام در ماه شوال سال هشتم هجری، پس از فتح مکه، در منطقه حنین با هوازن و ثقیف به پیکار پرداخت که به شکست هوازنیان منتهی گشت.
طبری از هشام بن عروه به نقل از پدرش روایت کرده که تعداد اسیران هوازن شش‌هزار نفر بود ، فرستادگان هوازن نزد محمد آمده و مسلمان می‌شوند و در عوض محمد تمام آن شش‌هزار نفر را آزاد می‌کند. هوازن پس از درگذشت پیامبر اسلام برای مدتی به ابوبکر زکات ندادند اما از اسلام هم برنگشتند.